# Eastman School of Music

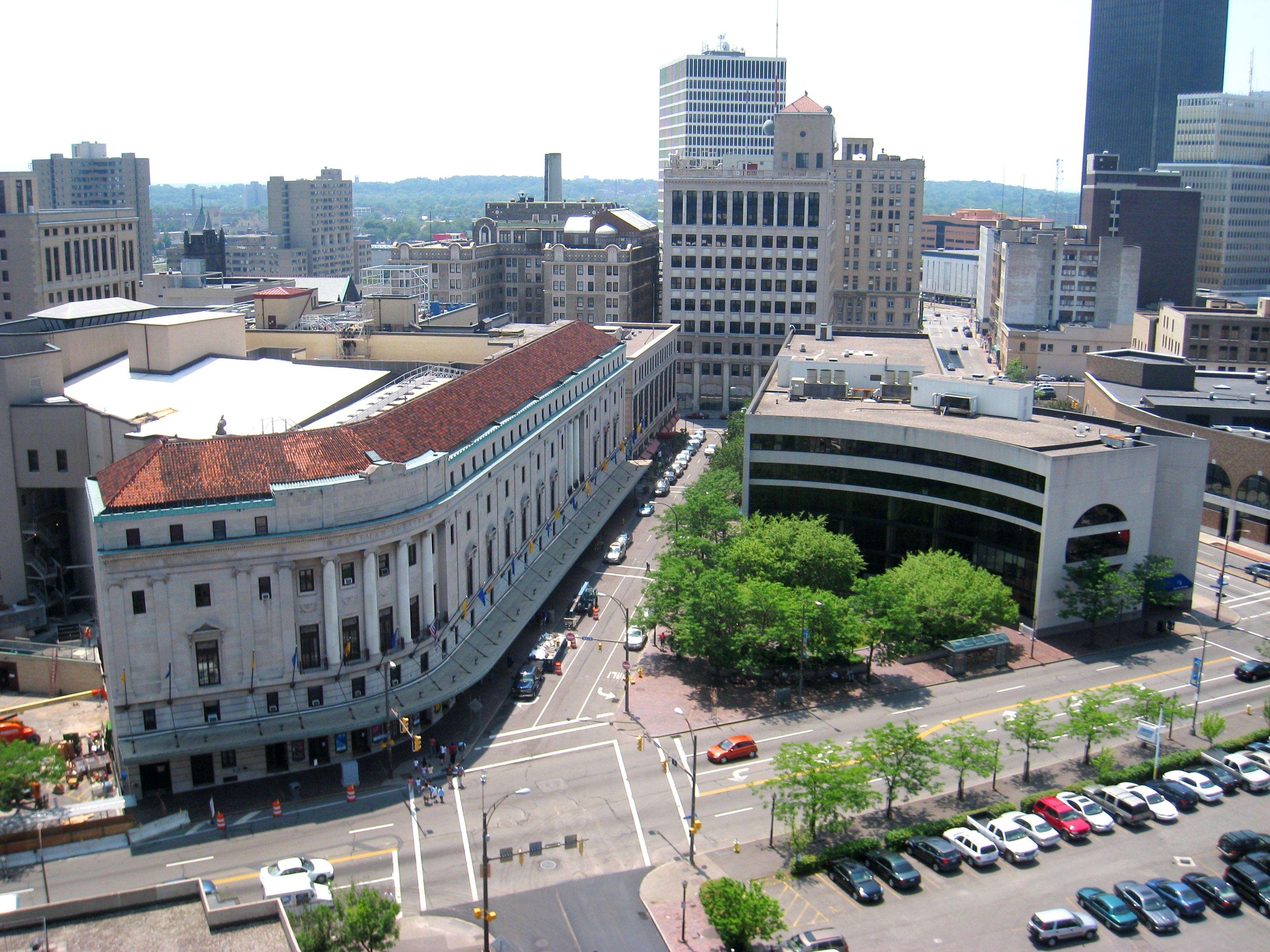
Eastman School of Music

De Eastman School of Music is een conservatorium in Rochester, New York.

## Geschiedenis, bibliotheek en studierichtingen
De instelling werd opgericht in 1921 door de industrieel en filantroop George Eastman (1854-1932), die ook de bekende onderneming Eastman Kodak Company oprichtte, als de eerste beroepsopleidingsschool van de University of Rochester, de universiteit van Rochester. Door de financiële steun van George Eastman, de intellectuele steun van Howard Hanson, die van 1924 tot 1964 de directeur van de School was, en die van de president van de Universiteit, Rush Rhees, ontwikkelde de Eastman School zich tot innovateur in de Amerikaanse muziekopleiding en een van de bekendste conservatoria in de wereld. De school is beroemd omdat dit instituut buitengewone pedagogen en muzikanten voortgebracht heeft.
De school is centraal geplaatst in Rochester en bestaat uit vijf gebouwen. In het hoofdgebouw is het gerenoveerde Eastman Theater met rond 3.100 zitplaatsen, de Kilbourn Hall met 455 zitplaatsen alsook kantoren van de faculteiten. Het Eastman theater werd geopend op 2 september 1922 als centrum voor muziek, dans en stomme film met orkest- of orgelbegeleiding. Tegenwoordig is het voor alle orkesten en ensembles van de Eastman School het hoofd-concertgebouw.

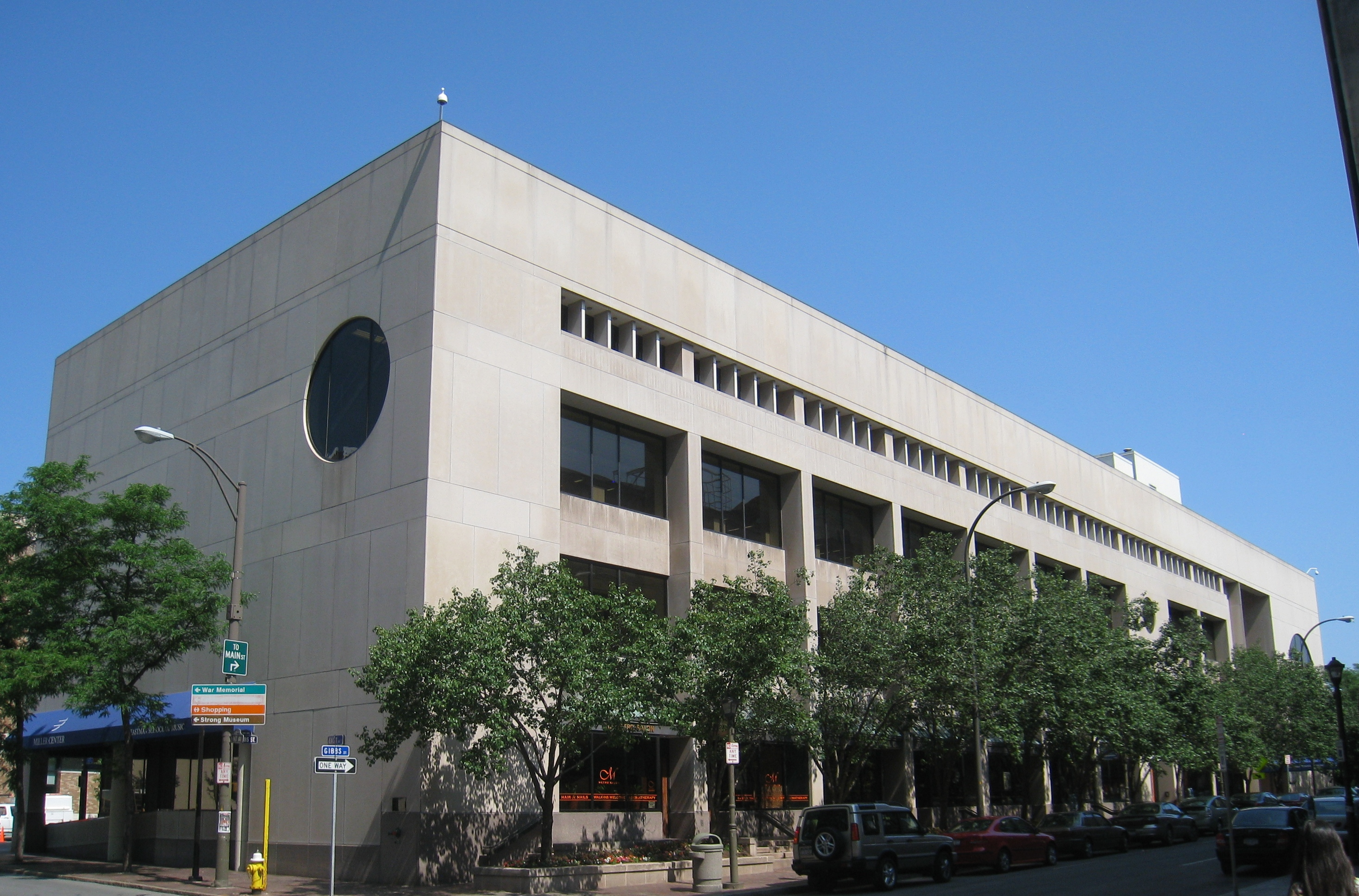
Eastman School of Music - Sibley Music Library

De tot de Eastman School behorende Sibley Music Library, de grootste academische muziekbibliotheek van Noord-Amerika, ligt tegenover van het hoofdgebouw. Hiram Watson Sibley, de eerste president van Western Union, stichtte de bibliotheek in 1904. In 1989 verhuisde de bibliotheek naar het tegenwoordige gebouw, waar op 4000 m² op de 2e, 3e en 4e verdieping van het Miller Center de gehele bibliotheek is ondergebracht. De Sibley Music Library is de grootste privémuziekverzameling van Amerika en telt tegenwoordig 750.000 objecten, van handschriften uit de 11e eeuw tot recente composities en opnames. Tot de belangrijkste objecten behoren de ontwerpen van Claude Debussy's La Mer.
Het conservatorium geeft onderricht aan zo'n 900 studenten in muziek en toneel. Ieder jaar worden rond 250 studenten uit 1600–2000 aspiranten voor de studies aan het conservatorium geselecteerd en toegelaten. De studenten komen uit alle staten van het land; rond 25% is afkomstig van buiten de Verenigde Staten.
De Eastman School heeft meerdere bekende orkesten en ensembles, zoals het befaamde 'Eastman Wind Ensemble', dat in 1952 door een Eastman-afgestudeerde Frederick Fennell opgericht werd.
Het conservatorium biedt onder andere cursussen in de volgende vakgebieden:

- Klassieke muziek
  1. Orgel & historische keyboards
  2. piano
  3. Strijkers, harp en gitaar
  4. houtblazers, koperblazers en slagwerk
  5. zang
- Hedendaagse muziek
- Oude muziek
- Compositie
- Dirigeren en Ensembles
- Jazz en hedendaagse media
- Kamermuziek
- Lerarenopleiding Muziek
- Musicologie
- Muziektheorie
- Toneel en opera
- Humanities

## Directeuren

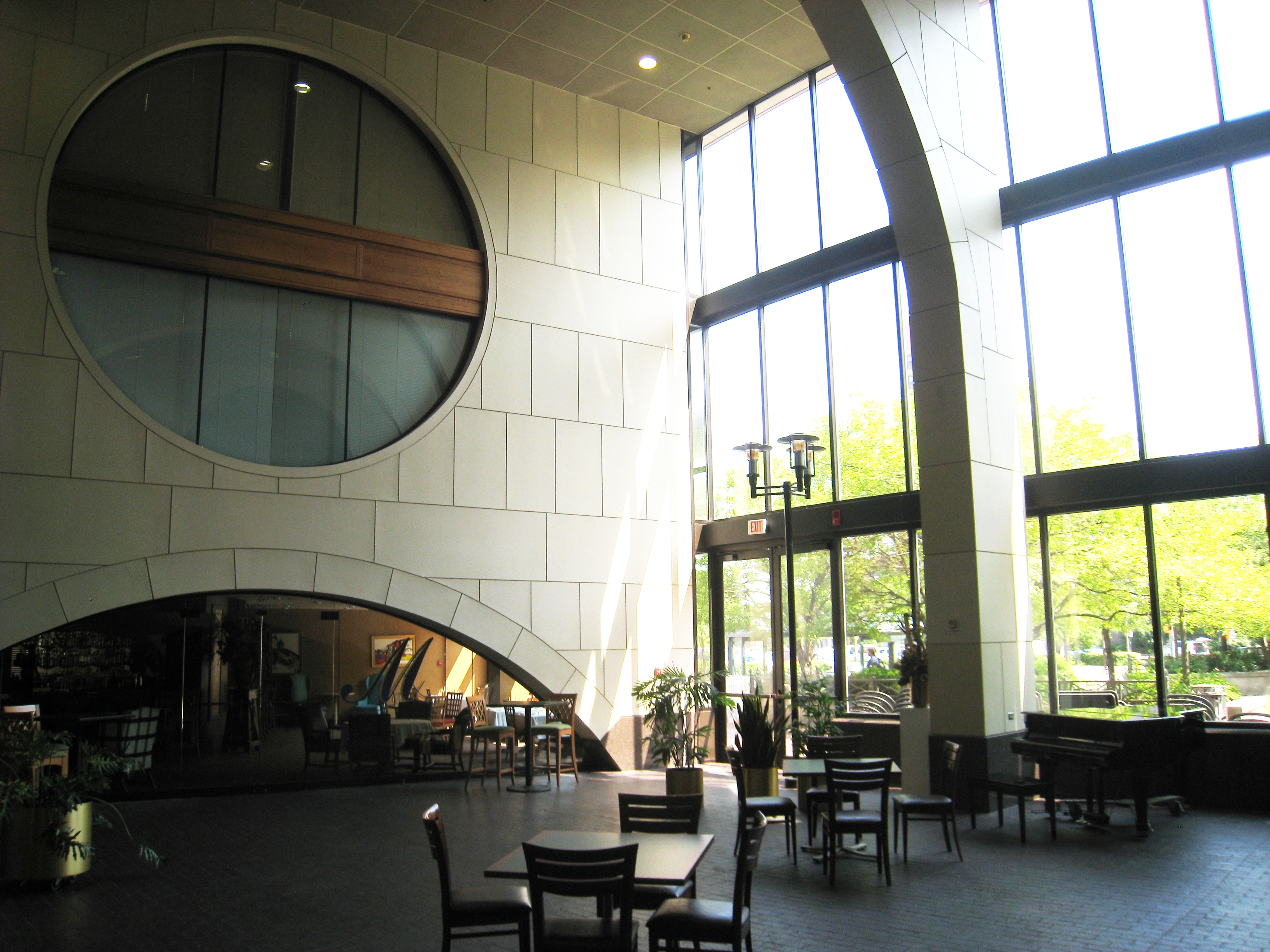
Eastman School of Music - Miller Center interieur

Sinds de oprichting in 1921 heeft het conservatorium acht directeuren gehad.
- Alfred Klingenberg (1921-23)
- Raymond Wilson (1923–24)
- Howard Hanson (1924-64)
- Walter Hendl (1964–72)
- Daniel Patrylak (1972–73)
- Robert Freeman (1973-96)
- James Undercofler (1996–2006)
- Jamal Rossi (sinds april 2006)

## Bekende leraren
- Leonardo De Lorenzo, fluitist
- Mendi Rodan, dirigent en violist
- Christian Sinding, violist

## Bekende leerlingen
- Toshio Akiyama, Japans componist en dirigent, Ohmiya Wind Symphony
- Stephen Albert, componist
- Frank Anthony Ames, eerste slagwerker, National Symphony Orchestra
- Dominick Argento, componist
- Jacob Avshalomov, componist
- Angelo Badalamenti, componist
- Julius Baker, fluitist
- Nicholson Baker, dichter
- Kristian Bezuidenhout, pianist
- Roger Bobo, tubaspeler
- Jason Robert Brown, componist en pianist, winnaar van een Tony-Award
- Ron Carter, jazzmusicus
- Chuck Daellenbach, tubist en oprichter van de Canadian Brass
- Michael Davis, jazzmusicus
- Doreen DeFeis, sopraan
- David Diamond, componist
- Eric Ewazen, componist
- John Fedchock, jazztrombonist en big band-leider
- Frederick Fennell, dirigent
- Renée Fleming, sopraan
- Joan Franks-Williams, componiste
- Steve Gadd, jazzmusicus
- Raymond Gniewek, violist
- Karen Griebling, componiste en altvioliste
- Scott Hartman, trombonist
- Don Harwood, Bastrombonist, New York Philharmonic Orchestra
- Jon Hassell, componist en improvisator
- Klyne Headley, componist
- Scott Healy, organist en keyboardspeler van de Conan O'Brien Show
- Karen Holvik, sopraan
- Donald Hunsberger, dirigent
- Michael Isaacson, componist
- Joseph Willcox Jenkins, componist, organist
- Onno Krijn, componist, arrangeur, musicus
- Tony Levin, bassist
- Joseph Locke, jazzslagwerker
- Martin Mailman, componist
- Chuck Mangione, jazzmusicus
- Christopher Martin, eerste trompet van het Chicago Symphony Orchestra
- Mitch Miller, hoboïst, orkestleider, platenproducer
- Robert Morris, componist en theoreticus
- W. Francis McBeth, componist
- Claron McFadden, zangeres
- Allen Molineux, componist
- Ronald (Ron) Jack A. Nelson, componist, muziekpedagoog en dirigent
- Gerry Niewood, jazzmusicus
- Jim Pugh, trombonist
- Stephen Rose, violist in Cleveland
- Chris Theofanidis, componist

- Michael Torke, componist
- Lawrence Rackley Smith, componist
- H. Owen Reed, componist, pedagoog
- Bill Reichenbach, Hollywood-trombonist
- Ralph Saur, eerste trombonist van het Los Angeles Philharmonic Orchestra
- William Joseph Schinstine, componist en slagwerker in verschillende orkesten
- Maria Schneider, componiste en bigband-leader, winnares van een Grammy
- Ira P. Schwarz, componist
- Joseph Scianni, componist
- Paul Shahan, componist
- William Sharp, bariton
- A. Cutler Silliman, componist
- Lawrence Singer, componist
- Philip M. Slates, componist
- Jerry Neil Smith, componist
- David Jason Snow, componist
- James Staples, componist
- Donald W. Stauffer, componist en dirigent
- Frank Graham Stewart, componist
- Tim Stodd, slagwerker
- Carl Strommen, componist
- Charles Strouse, componist
- Joseph Stuessy, componist
- Joel Eric Suben, componist
- Michael Torke, componist
- Joseph Turrin, componist
- Jeff Tyzik, (Principal Pops-Dirigent van het Rochester Philharmonic Orchestra)
- Lewis Van Haney, bastrombonist
- Allen Vizzutti, componist en trompettist
- Mark Volpe, Managing Director van het Boston Symphony Orchestra
- Robert Ward, operacomponist
- William Warfield, bariton
- Robert Washburn, componist
- Maurice Weed, componist
- John Jacob Weinzweig, componist
- Walt Weiskopf, jazzmusicus
- Dan Welcher, componist
- Donald H. White, componist
- James Wilcox, componist en dirigent
- Alec Wilder, componist
- James Clifton Williams, componist
- Leroy S. Williams, componist
- Richard M. Willis, componist
- Gloria Wilson Swisher, componiste
- Dana Wilson, componist
- Pieter Wispelwey, barokcellist
- Steve Witzer, eerste trombonist, Cleveland Orchestra
- Richard Woitach, dirigent en pianist